# Elizabeth Hayden Pizer
Elizabeth Faw Hayden Pizer (Watertown, 1 september 1954) is een Amerikaans componiste, bibliothecaris, muziekjournaliste en radioproducente. 

## Levensloop
Hayden Pizer studeerde aan het Boston Conservatorium in Boston (Massachusetts). Na het behalen van haar diploma's vertrok zij aan de Amerikaanse westkust en werkte aan de San José State University en aan de Berkeley Broadcasting Company. Als componiste is zij vooral bekend voor haar vocale muziek, maar zij schreef ook orkestwerken. Voor haar werken behaalde zij een aantal prijzen zoals in 1982 de 1e prijs tijdens de Delius Composition Contest in Jacksonville en de 1e prijs tijdens de compositiewedstrijd van de National League of American Pen Women, Inc. (NLAPW) in 1982, 1984, 1986, 1990, 1994 en 1998. Haar werken werden uitgevoerd in binnen- en buitenland zoals in het Lincoln Center in New York, in de Londense Wigmore Hall, in de Charles Ives Center for American Music in Connecticut en tijdens nationale en internationale festivals zoals het Piccolo Spoleto Festival in South Carolina, het Verband der Gemeinschaften der Künstlerinnen und Kunstförderer e.V., oorspronkelijk: Gemeinschaft Deutscher und Oesterreichischer Künstlerinnenvereine aller Kunstgattungen (GEDOK) Festival für Musik von Frauen (Duitsland) en het International Congress on Women in Music. Zij was bestuurslid van de International Alliance for Women in Music (IAWM) en is lid van de Broadcast Music, Inc. (BMI), het American Composers Forum, het American Music Center, de National Association of Composers en de New York Women Composers.
Zij is gehuwd met de componist en muzikant Charles Pizer. 

## Composities

### Werken voor orkest
- 1977-1979 Elegy for Strings, voor strijkorkest - ook in een versie voor strijkkwartet
- 1993 Elegy in amber - in memoriam Leonard Bernstein, voor strijkorkest

### Werken voor harmonieorkest
- 1977-1979 Fanfare Overture
- 1979 Under and overture, voor harmonieorkest, op. 37

### Vocale muziek

#### Werken voor koor
- 1979 Madrigals anonymous, voor vijfstemmig gemengd koor (SSATB), op. 51
  1. All night by the rose
  2. O! Mankind
  3. Western wind
- 1983 Kyrie eleison, voor gemengd koor (SSAATTBB) a capella

#### Liederen
- 1976 Look Down, Fair Moon, voor zangstem en piano
- 1978 Five Haiku, voor mezzosopraan en kamerensemble, op. 48  - ook in een reductie voor mezzosopraan en piano, op. 48a
  1. Fragile green-winged bug
  2. Polishing the Buddha
  3. My old father
  4. Birds in the garden
  5. Drifting into sleep
- 1978-1987 Shakespeare Set, voor onbegeleide zangstem
- 1979 Five Haiku II, voor mezzosopraan en piano, op. 50
  1. This land so lavish
  2. ... shiny floors
  3. They bloom, they fall and then
  4. See this dragonfly
  5. Voices of the young
- 1986 Nightsongs, voor middenstem en piano - tekst: Milton Drake

### Kamermuziek
- 1976 Quilisoly, voor dwarsfluit en piano (of viool en piano)
- 1981 rev.1987 Strijkkwartet, op. 52
- 1983 Ten Haiku, voor saxofoon en piano

### Werken voor piano
- 1974 Piano sonata nr. 2, op. 10
- 1975 Two brief pieces, op. 12-13
- 1975 Expressions intimes, suite, op. 14-18
- 1976 Jimnobdy nr. 1 + nr. 2, op. 22 en 24
- 1977 A mon p̀ere, pour mon père, op. 40
- 1983 Lyric fancies
- 1984 Strains and restraints

### Elektronische muziek
- 1979 Sunken Flutes, voor elektronisch bandrecorder
- 1989 Arlington, voor elektronisch bandrecorder
- 1989 Embryonic Climactus, voor elektronisch bandrecorder
- 1990 The Infinite Sea, voor spreker en elektronisch bandrecorder
- 1990 Aquasphere, voor elektronisch bandrecorder